# エリザベータ・カラニナ
エリザベータ・カラニナ（Yelyzaveta Kalanina 1995年2月1日- ）はウクライナのクレメンチューク出身の柔道選手。身長200cm。階級は78kg超級。得意技は大外落、払巻込。

## 人物
2011年のヨーロッパカデ選手権70kg超級で3位になると、ヨーロッパユースオリンピックフェスティバルでは優勝を飾った。地元ウクライナのキエフで開催された世界カデでは決勝まで進むものの、日本の朝比奈沙羅に払巻込からの袈裟固で敗れた。2012年にはヨーロッパジュニア78kg超級で3位になった。2013年のユニバーシアード無差別では準決勝でオリンピックチャンピオンであるキューバのイダリス・オルティスに敗れたものの3位に入った。2015年のヨーロッパオープン・ソフィアでは2位となった。
世界ジュニアでは3位になった。2018年のグランプリ・アガディールでIJFワールド柔道ツアー初優勝を飾った。ヨーロッパ選手権でも3位に入った。2019年のグランドスラム・バクーでは決勝でボスニア・ヘルツェゴヴィナのラリサ・ツェリッチに一本勝ちしてグランドスラム大会初優勝を飾った。2021年7月に日本武道館で開催された東京オリンピックでは2回戦で敗れた。

## 主な戦績
70kg超級での戦績
- 2011年 - ヨーロッパカデ選手権　3位
- 2011年 - ヨーロッパユースオリンピックフェスティバル　優勝
- 2011年 - 世界カデ　2位

78kg超級での戦績
- 2012年 - ヨーロッパジュニア　3位
- 2013年 - ユニバーシアード　無差別　3位
- 2014年 - ヨーロッパオープン・マドリード　5位
- 2014年 - ヨーロッパジュニア　5位
- 2015年 - ヨーロッパオープン・ソフィア　2位
- 2015年 - 世界ジュニア　3位
- 2016年 - ヨーロッパオープン・マドリード　5位
- 2016年 - グランプリ・ブダペスト　5位
- 2016年 - ヨーロッパオープン・タリン　優勝
- 2017年 -　グランドスラム・バクー　3位
- 2017年 - ヨーロッパ選手権　5位
- 2017年 - グランプリ・フフホト　2位
- 2017年 - ヨーロッパオープン・ミンスク　3位
- 2018年 -　ヨーロッパオープン・オディベーラス 優勝
- 2018年 -　グランプリ・アガディール　優勝
- 2018年 - ヨーロッパ選手権　個人戦　3位　団体戦　3位
- 2018年 - グランプリ・ザグレブ　3位
- 2018年 - グランプリ・タシュケント　3位
- 2018年 -　グランプリ・ハーグ　5位
- 2019年 - グランプリ・テルアビブ　2位
- 2019年 - グランドスラム・バクー　優勝
- 2019年 -　グランドスラム・大阪　7位
- 2020年 - ヨーロッパ選手権　3位
- 2021年 -　グランドスラム・タシケント　5位
- 2021年 -　ヨーロッパ選手権　5位

(出典、JudoInside.com)　